# Wad- en Sontvaarder

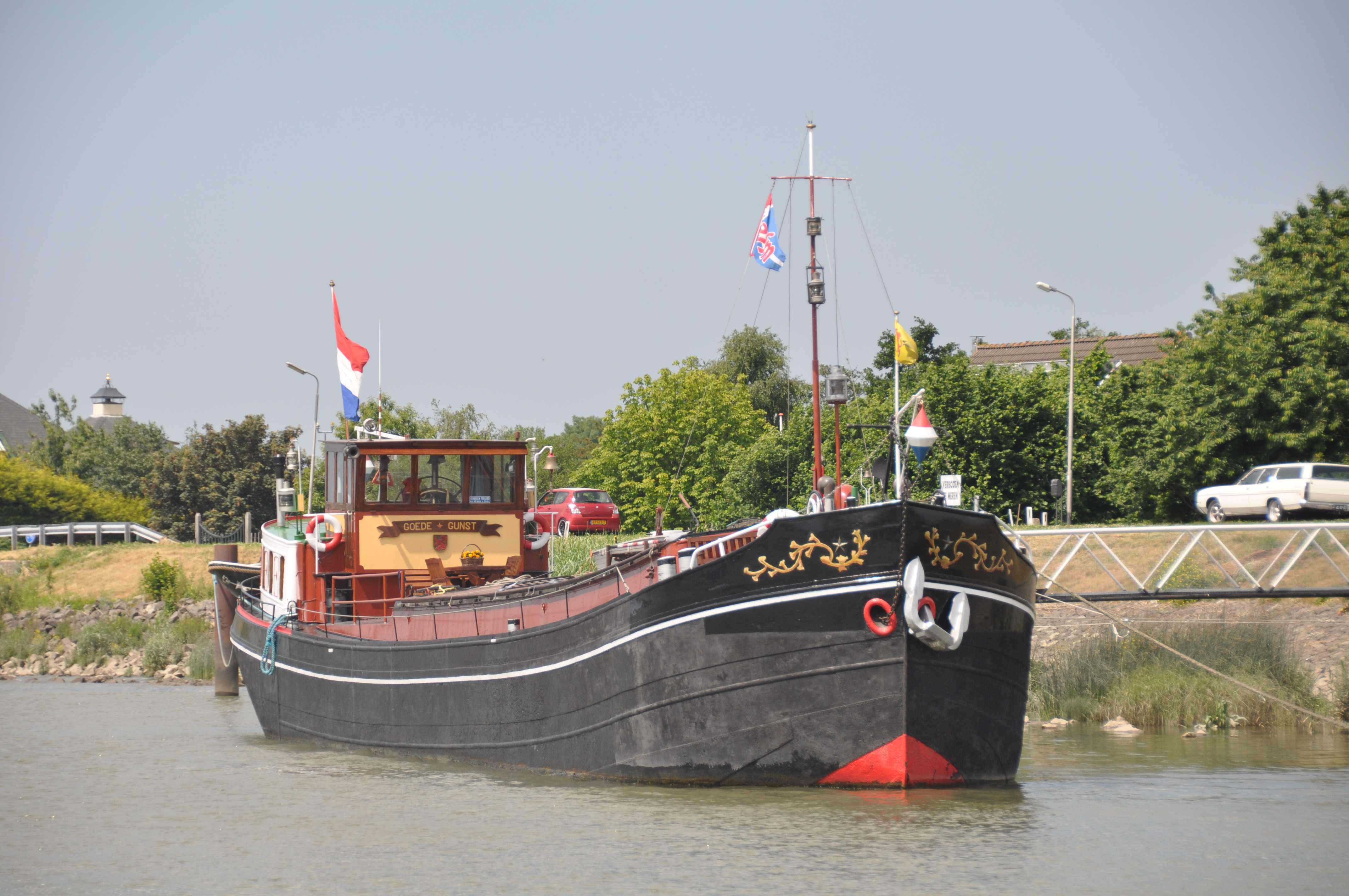
Wad- en Sontvaarder Goede-Gunst

Een wad- en Sontvaarder is een type binnenschip. Het is een bredere versie van het luxemotorschip en heeft een wat grotere holte. Om op zee te kunnen en mogen varen is een grotere zeewaardigheid vereist en zijn deze schepen zwaarder van constructie, volgens de normen van de voormalige Scheepvaartinspectie c.q. Germanischer Lloyd, Bureau Veritas en vergelijkbare classificatiebureaus. Bestemd voor de vaart richting Oostzee zijn het de opvolgers van de Groninger zeetjalken en schoeners.  De meeste van deze schepen liepen van stapel van de Groninger werven langs het Winschoterdiep.
In verband met de mogelijkheid van het achter inlopen van hoge golven voor de wind ligt bij deze schepen het achterdek iets hoger, met achterovervallend hek  of tweedelig hek (rechtop en naar binnen vallend) en ook het boeisel is  vaak wat hoger. Er zijn grote spuigaten, soms met kantelkleppen, een hogere kop en het laagste punt van de zeeg ligt vaak wat verder naar voor. De schepen hebben soms patrijspoorten in plaats van schuiframen in de roef.
Bij de vroege uitvoeringen, rond 1925, schreven de verzekeringsmaatschappijen een hulpzeiltuig voor, omdat zij de motoren nog niet betrouwbaar genoeg achtten. Het tuig bestond aanvankelijk uit een fok en een grootzeil, maar later voerde men nog slechts een fok vóór en een driehoekig zeil achter de mast. Toen dat niet meer nodig was handhaafde men toch deze tuigage, omdat de havengelden in verscheidene Oostzeehavens lager waren voor zeilschepen dan voor schepen zonder tuig. Bij schaarste en hoge brandstofprijzen, tijdens en kort na de Tweede Wereldoorlog, kwam zo'n hulpzeiltuig ook nog goed van pas. Nadat de mast nog enige jaren dienst had gedaan als laadmast verdween hij in het begin van de jaren vijftig van de twintigste eeuw.
Het type schip wordt niet meer gebouwd, omdat het voor de huidige economische omstandigheden voor de zeevaart te klein en dus te duur is. Het wordt nu nog wel gebruikt als binnenschip. Dan is het vaak verlengd, heeft het kalffdekken en is de dennenboom verhoogd.